# Stainz
Stainz è un comune austriaco di 8 590 abitanti nel distretto di Deutschlandsberg, in Stiria. Il 1º gennaio 2015 ha inglobato i precedenti comuni di Georgsberg, Marhof, Rassach, Stainztal e Stallhof; ha lo status di comune mercato (Marktgemeinde).